# Смерть і життя Джона Ф. Донована
«Смерть і життя Джона Ф. Донована» (англ. The Death & Life of John F. Donovan) — канадський драматичний фільм Ксав'є Долана. Фільм розповідає про американську кінозірку Джона Ф. Донована, чия кар'єра опиняється під загрозою зриву.

## Сюжет
У центрі сюжету — зірковий американський актор Джон Донован, який вступив у листування з 11-річним хлопцем з Англії, що спровокувало бурхливу реакцію громадськості і призвело до фатальних наслідків в житті і кар'єрі обох.

## У ролях
- Кіт Герінґтон — Джон Ф. Донован
- Наталі Портман — Сем Тернер
- Бен Шнетцер — Руперт Тернер
  - Джейкоб Трембле — юний Руперт Тернер
- Сьюзен Серендон — мати Джона
- Джаред Кісо — Джеймс Донован
- Кеті Бейтс — менеджер Джона
- Джессіка Честейн — журналістка
- Тенді Ньютон — Одрі Ньюхаус
- Кріс Зілка — Вілл Джеффорд-молодший
- Майкл Гембон — оповідач
- Емілі Гемпшир — Емі Босворт
- Сара Гадон — Ліз Джонс
- Лені Паркер — Бонні

## Виробництво
У грудні 2014 року було оголошено, що в фільмі братимуть участь Кіт Герінґтон і Джессіка Честейн.  Герінґтон виконає головну роль, а Честейн зіграє журналістку. Трохи пізніше в тому ж місяці стали відомо, що до проекту приєдналися Бейтс і Серендон, щоб зіграти менеджера Джона Донована і його мати, відповідно .
У листопаді 2015 року було анонсовано, що ведуться переговори з Адель про камео в картині. У тому ж місяці до касту приєдналися Майкл Гембон, Белла Торн, Кріс Зілка, Емілі Гемпшир і Джаред Кісо. У лютому 2016 року до акторського складу приєдналися Наталі Портман, Ніколас Голт і Тенді Ньютон . У липні 2016 року було оголошено, що Бен Шнетцер зіграє в картині замість Голта. У лютому 2017 року до акторського складу фільму приєднався Джейкоб Трембле , а в червні — Амара Каран.
Габрієль Яред написав музику до фільму, яка була записана в липні 2017 року.

### Зйомки
Зйомки фільму почалися весною 2016 року і пройдуть в Нью-Йорку, Монреалі, Празі та Лондоні.

### Пост-продакшн
У лютому 2018 року Долан констатував у своєму Інстаграмі, що в процесі пост-продакшну з фільму була вирізана лінія з Джессікою Честейн з міркувань таймінгу, темпу картини. Пізніше стало відомо, що Белла Торн також вирізана з фільму.

## Реліз
Було запропоновано вперше показати «Смерть і життя Джона Ф. Донована» в рамках Каннського кінофестивалю 2018 року в травні, але (за словами директора фестивалю Тьєррі Фремо) Долан все ще був незадоволений фільмом. Він вирішив продовжити монтаж, маючи на меті запрем'єрити картину на фестивалі восени.
1 серпня 2018 року було анонсовано, що прем'єра фільму «Смерть і життя Джона Ф. Донована» відбудеться на Міжнародному кінофестивалі у Торонто, і таким чином вперше прем'єра картини Долана пройде на цьому фестивалі.
25 січня 2019 року на YouTube вийшов перший трейлер до фільму.